# Leopoldo Girelli
Leopoldo Girelli (sinh 1953) là một tổng giám mục, nhà ngoại giao của Giáo hội Công giáo Rôma, hiện giữ chức Sứ thần Tòa Thánh tại Ấn Độ và Nepal. Ông cũng từng là vị đại diện đầu tiên của Tòa Thánh được bổ nhiệm ở Việt Nam kể từ sau năm 1975.

## Tiểu sử
Tổng giám mục Girelli sinh ngày 13 tháng 3 năm 1953 tại Predore, tỉnh Bergamo, nước Ý. Ông được thụ phong linh mục vào ngày 17 tháng 6 năm 1978 thuộc giáo phận Bergamo. Ông tốt nghiệp thần học và gia nhập Học viện Ngoại giao Tòa Thánh sau khi đã học tập xong tại Học viện Giáo hoàng về Giáo hội. Ông bước vào ngành ngoại giao Tòa Thánh từ ngày 13 tháng 7 năm 1987 và làm việc trong các cơ quan ngoại giao của Tòa Thánh tại Cameroon và New Zealand; Phòng Nội vụ Quốc vụ Khanh, và Khâm Sứ Tòa Thánh tại Hoa Kỳ, tại đây ông được phong hàm tham tán viên.
Ngày 13 tháng 4 năm 2006, Giáo hoàng Biển Đức XVI bổ nhiệm ông làm Sứ thần Tòa Thánh tại Indonesia, Tổng giám mục Hiệu tòa Capreae. Ông được tấn phong giám mục vào ngày 17 tháng 6 cùng năm do Hồng y Angelo Sodano chủ phong. Ngày 10 tháng 10 năm 2006, ông được bổ nhiệm kiêm làm Sứ thần Tòa Thánh tại Đông Timor.
Đến ngày 13 tháng 1 năm 2011, Tổng Giám mục Girelli rời nhiệm tại Indonesia và Đông Timor vì được bổ nhiệm sang làm Sứ thần Tòa Thánh tại Singapore, kiêm Khâm sứ Tòa Thánh tại Malaysia và Brunei, kiêm Đại diện không thường trú của Tòa Thánh tại Việt Nam. Ông là vị đại diện đầu tiên của Tòa Thánh được bổ nhiệm ở Việt Nam kể từ sau năm 1975.
Ngày 18 tháng 6 năm 2011, ông tiếp tục được bổ nhiệm làm Sứ thần Tòa Thánh tại Hiệp hội các quốc gia Đông Nam Á (ASEAN). Sau đó không lâu, ông được nâng từ chức vị Khâm sứ lên thành Sứ thần tại Malaysia khi Tòa Thánh và quốc gia này thiết lập quan hệ ngoại giao một cách đầy đủ vào ngày 27 tháng 7 năm 2011.
Đến đầu năm 2013, Giáo hoàng Biển Đức XVI chuyển các chức vụ của ông tại Malaysia, Brunei và Đông Timor cho Tổng Giám mục Joseph Marino thay thế. Từ đó, ông chỉ còn giữ chức Sứ thần Tòa Thánh tại Singapore và Đại diện Tòa Thánh không thường trú tại Việt Nam.
Ngày 13 tháng 9 năm 2017, Giáo hoàng Phanxicô bổ nhiệm ông làm Sứ thần Tòa Thánh tại Israel, kiêm Khâm sứ Tòa Thánh tại Jerusalem và Palestine; và ngày 15 tháng 9 năm 2017, ông tiếp tục được bổ nhiệm kiêm Sứ thần Tòa Thánh tại Cộng hòa Síp.
Ngày 13 tháng 3 năm 2021, ông được bổ nhiệm làm Sứ thần Tòa Thánh tại Ấn Độ.